# Giovani aquile
Giovani aquile (Flyboys) è un film del 2006 diretto da Tony Bill, con James Franco, Martin Henderson e Jean Reno. 
Ispirato ad una storia vera, il film è ambientato durante la prima guerra mondiale e racconta la storia dei piloti volontari americani nella squadriglia francese Lafayette.
Scopo della squadriglia è stato quello di appoggiare la Francia nel conflitto e contribuire a smuovere l'opinione pubblica americana in favore dell'entrata in guerra degli Stati Uniti.

## Trama
Nel 1916, Blaine Rawlings e altri giovani americani si arruolano volontari nel corpo piloti della squadriglia francese Lafayette. Le motivazioni che li spingono ad andare in guerra sono diverse: Rawlings perché costretto ad abbandonare la sua città, William Jensen per tradizione di famiglia, Briggs Lowry perché spinto dal padre, Eddie Beagle per un motivo inizialmente ignoto, Lyle Porter per motivi religiosi e il pugile di origine africana Eugene Skinner come segno di riconoscenza alla Francia.
I nuovi arrivati giungono al Lafayette Escadrille Airdrome di Verdun, dove vengono seguiti dal capitano francese Georges Thenault e dall'asso Reed Cassidy. Oltre a loro, nel campo ci sono anche squadriglie francesi e inglesi: questi ultimi in particolare, disprezzano gli americani poiché, a differenza loro, non hanno hanno mai combattuto prima. 
L'addestramento degli americani dura due mesi e un giorno, durante una medicazione a causa di un atterraggio di fortuna, Blaine conosce Lucienne, una ragazza francese che poi inizia a frequentare.
Durante le prime missioni incominciano le perdite, tra cui un pilota sopravvissuto all'impatto con il suolo e ucciso a terra da un fokker nero con un falco dipinto sulla fusoliera. Mentre a Jensen viene impedito di volare per uno shock, Rawlings viene graziato da un pilota tedesco che aveva assistito all'uccisione commessa dal fokker nero, come gesto di riparazione. Con il passare del tempo l'intero gruppo incomincia a guadagnarsi il rispetto degli altri piloti inglesi e francesi. 
Un giorno Lowry accusa Beagle di essere una spia. Durante l'interrogatorio viene alla luce il suo passato: Beagle aveva commesso una rapina in America (armato di una pistola giocattolo) e si era arruolato nella speranza di sfuggire all'arresto. Nonostante questo viene perdonato dai compagni e, in mancanza di una disciplina ufficiale, gli viene concesso di restare nella squadriglia. 
Nella battaglia successiva Beagle viene abbattuto e atterra nella terra di nessuno, finendo con una mano incastrata sotto l'aereo. In suo aiuto giunge Rawlings che, non avendo scelta, gli taglia la mano per liberarlo. Nella stessa battaglia Lowry viene puntato da un nemico che viene poi ucciso da Skinner, con questo Lowry accetta Skinner come compagno superando il razzismo che nutriva inizialmente nei suoi confronti. 
Un attacco a sorpresa della fanteria tedesca nel paese di Lucienne, induce Rawlings a portarla in salvo assieme ai suoi nipoti, ma quest'ultima viene colpita nella fuga e trasferita in cura prima a Reims, poi a Parigi. Il capitano Thenault, intenzionato a far arrestare Rawlings per aver preso l'aereo senza autorizzazione, decide infine di consegnargli una medaglia per aver salvato dei civili.
Una sera Cassidy racconta a Rawlings di come abbia perso tutti i suoi amici in guerra e che il motivo che lo spinge a combattere sia proprio la volontà di vendicarli uccidendo tutti responsabili della loro morte, l'ultimo rimasto è il pilota del fokker nero.
Nella successiva operazione aerea, viene ordinato alla squadriglia di abbattere un dirigibile Zeppelin diretto a bombardare Parigi. Durante il combattimento viene abbattuto Porter e il fokker nero colpisce a morte Cassidy, che decide di suicidarsi schiantandosi sullo Zeppelin. 
Dopo la morte di Cassady, Rawling viene promosso a capo squadrone e Thenault annuncia alla squadra che gli Stati Uniti sono finalmente entrati in guerra. 
Nella successiva missione, al gruppo viene dato l'obiettivo di scortare dei bombardieri diretti verso un deposito di munizioni tedesco. Beagle torna a volare con un uncino al posto della mano. Mentre i bombardieri raggiungono l'obbiettivo, Rawlings si lascia sfuggire il fokker nero, che finisce per ad attaccare Lowry. Il suo aereo prende fuoco e Lowry si suicida con la pistola d'ordinanza.
Ritornati alla base, Rawlings riparte per una rappresaglia presso il campo aereo nemico. Il fokker nero si alza in volo ma Rawlings ha la meglio. Proprio quando sta per finire l'avversario, Rawlings viene attaccato da altri aerei nemici, che mettono fuori uso la mitragliatrice del suo aereo. Quando sta per essere sopraffatto, Rawlings viene salvato da Jensen, ripresosi dallo shock. Jensen impegna gli aerei nemici, consentendo a Rawlings di fuggire. Il fokker nero però attacca Rawlings e lo ferisce alla spalla. Proprio quando il pilota nemico si prepara a dare il colpo di grazia, Rawlings gli si affianca e lo uccide con la pistola d'ordinanza. 
Nella scena precedente ai titoli di coda viene rivelato il destino di ogni membro della squadriglia: Jensen continua a volare fino alla fine della guerra e, tornando a casa, viene accolto come un eroe. Skinner si arruola nell'esercito degli Stati Uniti e, quando gli viene impedito di volare a causa della segregazione, entra a far parte del servizio di posta aerea. Beagle resta in Europa, sposa una donna italiana e dà vita ad una pattuglia acrobatica. Rawlings va a Parigi ma non trova Lucienne, torna in Texas e costruisce uno dei più grandi ranch dello stato, ma non vola mai più.

## Accoglienza
Giovani aquile ha ottenuto il 33% di recensioni critiche positive su 127 totali e un voto medio 4.9/10 dal sito Rotten Tomatoes e 5 recensioni critiche positive su 22 da quello Metacritic, ottenendo un punteggio metascore di 47.

### Incassi
Il film ha fatto registrare al botteghino un incasso totale di 17.834.865 dollari, di cui 13.090.630 nei soli Stati Uniti. Con un budget di produzione di circa 60 milioni di dollari, Giovani aquile è stato uno dei maggior flop di incassi del 2006.